# 조엘 파비아니
조엘 파비아니(Joel Fabiani, 1936년 9월 28일 ~ )는 미국의 배우이다.
왓슨빌에서 태어났다.

## 출연 작품

### 영화
- 미스터 굿바를 찾아서 (1977)
- Reuben, Reuben (1983)
- 튠 인 투모로우 (1990)
- 스네이크 아이 (1998) - 찰스 커클런드 역

### 텔레비전
- 아이언사이드 (1967)
- 샌프란시스코 수사반 (1973-75)
- 명탐정 바나비 존즈 (1974)
- 스타스키와 허치 (1976)
- 댈러스 (1980-81)
- 다이너스티 (1985-86)
- 애즈 더 월드 턴즈 (1999-2000)
- 올 마이 칠드런 (1999-2010)